# Osztrák–magyar–román vámháború
Az osztrák–magyar–román vámháború egy gazdasági háború volt, mely 1886-ban tört ki az Osztrák–Magyar Monarchia és a Román Királyság között. A függetlenségét nemrég kivívó, nemzetközi elismerésre törekedő Román Királyság és a status quót megőrizni kívánó Osztrák–Magyar Monarchia nem tudott megegyezni a vámtarifák ügyében; megtorlásként mindkét ország prohibitív vámokat vetett ki egymás termékeire. A vámháború negatívan befolyásolta a két ország gazdaságát, és különösen Erdélyben voltak katasztrofális következményei, rávilágítva a két ország közötti együttműködés szükségességére.
A vámháború hivatalosan 1891-ben ért véget, de a gazdasági kapcsolatok egészen a monarchia felbomlásáig feszültek maradtak, és az erdélyi ipari termelés nagymértékben visszaesett. Egyes történészek szerint a vámháború és következményei hozzájárultak az első világháború kirobbanásához.

## Előzmények
A Magyarország és az akkor még török fennhatóság alatt álló román fejedelemségek közötti kereskedelmi egyezmény szükségessége már a 19. század közepén időszerű volt, azonban a tárgyalások csak 1873-ban kezdődtek meg, a szerződést pedig 1875. június 22-én írták alá. A magyaroknak főleg nyersanyagokra volt szükségük, így a románok a gabona vámmentességét követelték, melyet az osztrákok támogattak. Emellett kedvező vámokat kaptak a borokra és tenyészállatokra. Cserébe az osztrák-magyar ipari termékek vámmentességet vagy kedvező vámokat kaptak a románoktól. A két ország polgárai szabadon dolgozhattak és kereskedhettek a másik ország területén; nem terhelte őket nagyobb adó, mint a hazai polgárokat.
A szerződés tíz évig volt érvényes, és főleg az erdélyi kézművesiparra volt pozitív befolyással. A román történetírás általában negatív képet fest az egyezségről, az osztrák-magyar termékek behozatalát téve felelőssé a román ipar és gazdaság hosszú időn át fennálló elmaradottságáért.

## A vámháború lefolyása
Ahogy közeledett az 1875-ös szerződés lejárati ideje, a két ország közötti viszony egyre feszültebb lett. Ehhez hozzájárult a monarchia politikája, a román liberálisok elégedetlenkedése, a gabonakereslet visszaesése, és a szarvasmarhákra meghirdetett állategészségügyi zárlat. Az 1886. áprilisi tárgyalásokon a két félnek nem sikerült megegyeznie: az osztrák-magyarok előnytelen feltételeket ajánlottak, így a románok megszakították a tárgyalásokat, és protekcionista vámtarifákat vezettek be (ezek május 17-én, az 1875-ös egyezmény lejártakor léptek érvénybe). Válaszul a monarchia is 30%-kal növelte a román termékek adóját, és megtiltotta a szarvasmarhák behozatalát. A következő két évben az Osztrák–Magyar Monarchia romániai exportja felére, importja tizedére esett vissza.
A román liberálisok bukása után a hatalomra kerülő konzervatívok céljukként tűzték ki az export növelését, ezért 1891. július 11-én a román törvényhozás ideiglenesen feloldotta a prohibitív vámokat; válaszképpen a monarchia is érvénytelenítette az 1886-ban hozott megtorló intézkedéseket. Az új kereskedelmi egyezményt végül 1893. december 11-én kötötték meg; ez a legnagyobb kedvezmény alapelvét érvényesítette, vagyis az általános vámtarifánál alacsonyabb adókat alkalmaztak egymással szemben.

## Hatások, következmények
A Román Királyság nem sínylette meg különösebben a vámháborút; sőt, megerősítette függetlenségét. Az exportálandó nyersanyagoknak új piacokat találtak, például Németországot, Angliát, Belgiumot. Ugyaninnen importálták az ipari termékeket és luxuscikkeket.
Erdélyben viszont súlyos következményei voltak a konfliktusnak. Az erdélyi (különösen székelyföldi, brassói, nagyszebeni) iparosok, kézművesek, kereskedők közül sokan tönkrementek, mivel nem jutottak nyersanyaghoz, és nem tudták értékesíteni áruikat. A román piacra termelő kisiparosok egy része a Román Királyságba költözött, és havasalföldi vagy éppen bulgáriai városokban nyitott műhelyt vagy alapított gyárat (erre az időszakra tehető például a Prahova-völgy iparosodása). Az erdélyi városok ipari infrastruktúrája károsodott, gyárak tucatjai mentek csődbe és zártak be. A kár maradandó volt: mivel Románia új piacokat szerzett, az erdélyi ipar és termelés a vámháború befejeztével sem tudott talpra állni.